# Koraalmeidoorn
Koraalmeidoorn (Crataegus rhipidophylla) is een soort uit het geslacht meidoorn (Crataegus). Ze komt in Midden-Europa voor. De plant groeit op lichte plekken in bossen, struwelen en heggen. 

## Determinatie
Koraalmeidoorn groeit doorgaans als struik maar soms ook als kleine boom. Ze kan een hoogte bereiken van ± 7 m. De paarsachtige of kaneelbruine takken zijn bezet met takdoornen. De 3–5 cm lange bladeren zijn gelobd en hebben fijn gezaagde randen, behalve aan de wigvormige voet. De steunblaadjes van de bloeiende twijgen hebben talrijke tanden en gesteelde klieren.
Koraalmeidoorn bloeit in mei en juni met witte, sterk geurende bloemen. De kelkbladen zijn lancet- tot lijnvormig en blijven aan de rijpe vrucht teruggeslagen (ondersoort rhipidophylla) tot opgericht (ondersoort lindmanii) zitten.
De bloemen zijn 0,8–1,5 cm breed en hebben één stijl.
De plant heeft 0,9–1,5 cm grote appelachtige vruchten met één pit. Ze zijn rond tot eivormig bij de ondersoort rhipidophylla en meer walsvormig bij de ondersoort lindmanii. Ze rijpen in augustus–september en verkleuren dan van groen naar lichtrood. Ze hebben en zoetzure smaak. Het melige vruchtvlees is geel.

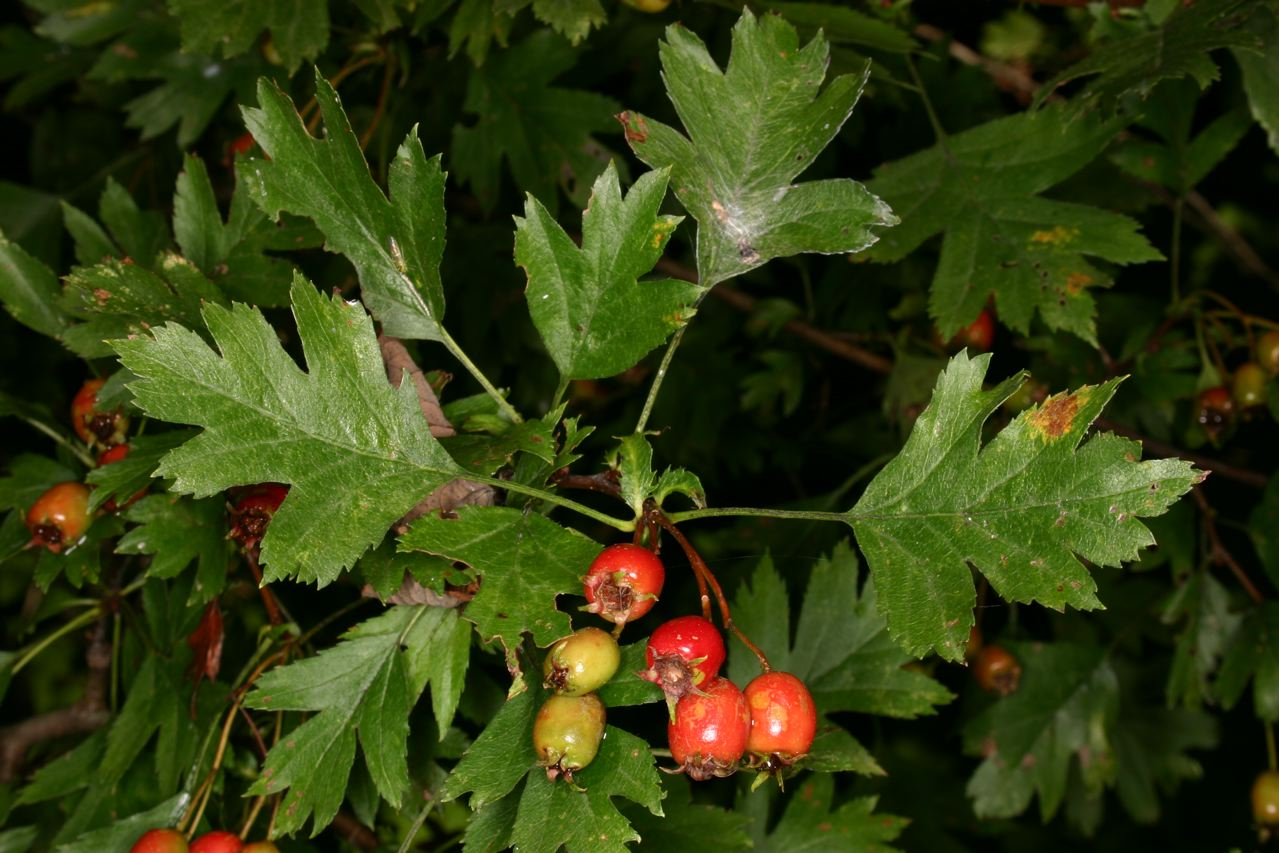
Vruchten

Het aantal chromosomen is 2n=68.

## Systematiek
Synoniemen van C. rhipidophylla Gand. zijn C. rosiformis Janka en C. curvisepala Lindm.
Knud Ib Christensen onderscheidt bij koraalmeidoorn twee ondersoorten: Crataegus rhipidophylla Gand. subsp. rhipidophylla en Crataegus rhipidophylla subsp. lindmanii (Hrab.-Uhr.) K. I. Chr. Crataegus rhipidophylla subsp. lindmanii wordt door anderen echter als een aparte soort beschouwd
Vanwege de onoverzichtelijkheid van de onderlinge kruisingen tussen de ondersoorten en de geleidelijke overgang van de kenmerken tussen de ene en de andere ondersoort, alsook het optreden van polyploïde klonen pleiten enkele botanici ervoor de ondersoorten samen te voegen tot de verzamelsoort Crataegus rhipidophylla Gand. s. l..